# Hizbul Islam
Hizbul Islam (znana również jako Hizbul Islaami, Hisbi Islam, albo Hezb-ul Islam) – somalijska islamistyczna organizacja militarna. Została założona przez szwedzkiego muzułmańskiego lidera Ali Yassin Mohameda. Hizbul Islam powstała po połączeniu czterech islamistycznych grup, mających na celu zwalczania nowego somalijskiego rządu Sharif Sheikh Ahmeda. Grupy te wcześniej brały udział w islamistycznej rebelii przeciwko Etiopii i Tymczasowemu Rządowi Federalnemu.

## Historia
Dnia 8 lutego 2009 roku, ogłoszono rozpoczęcie wojny z nowym rządem kierowanym przez prezydenta Sharif Sheikh Ahmeda oraz siłami UA w Mogadiszu. Szejk Omar Iman Abubakar został powołany na przewodniczącego organizacji. Jest to wysoki rangą urzędnik we frakcji erytrejskiej w Sojuszu na rzecz Wyzwolenia Somalii.
W dniu 28 lutego 2009 roku, doszło do podpisała zawieszenie broni z Tymczasowym Rządem Federalnym. Niemniej jednak, 1 marca było jasne, że zawieszenie broni nie będzie przestrzegane, pomimo zaakceptowania przez prezydenta rozejmu i zaakceptowania wprowadzenia szariatu.
Dnia 24 marca, doszło do rozłamu w grupie. Frakcja kierowana przez Indho Ade ogłosiła gotowość do rozmów w sprawie zawieszenia broni, wprowadzenia szariatu oraz wycofania się sił AMISOM z terytorium Somalii. W zamian Hizbul Islam połączyło by się z rządem.
Jednakże, Hassan Dahir Awejs, reprezentujący grupę najbardziej wpływowych osób w organizacji, oskarżył Indho Ade, że stara się zniszczyć Hizbul Islam. Doprowadziło to do podziału Hizbul Islam na dwie frakcje, z jednej strony kierowanej przez Indho Ade, a z drugiej przez Awejs Hassan (z Omar Iman jako przewodniczącym).
Dnia 4 maja 2009 roku, al-Shabaab i członkowie głównych frakcji z Hizbul Islam, kierowana przez Hassan Awejs oraz Omar Iman, zaatakowała bazę używaną przez konkurencyjną frakcje Indho Ade. Al-Shabaab oraz Hizbul Islam próbowało w ten sposób rozszerzyć wpływy na terytorium pod kontrolą Indho Ade. 
12 maja 2009 roku, Indho Ade sprzedał całą broń Hassan Dahir Awejsowi, kończąc tym samym podział grupy.
26 maja, Omar Iman Abubakr przekazał stanowisko przewodniczącego Szejkowi Hassan Dahir Awejsowi.
W wyniku majowej ofensywy Hizbul Islam razem z Al-Shabaab zdobyły nowe okręgi w centralnej Somalii. Były nimi Hiraan, Shabellaha Dexe, Galdugug, Mareeg. W wyniku letnich walk rebelianci stracili na rzecz wojskom prezydenta Sharif Sheikh Ahmed okręgi. Mareeg, Galgudud oraz Shabellaha Dhexe. 
1 października 2009 wybuchły walki w Kismaju między Al-Shabaab a Hizbul Islam. Relacje między frakcjami kontrolującymi południe kraju zaczęły się psuć we wrześniu 2009. Dwa ugrupowania kontrolujące Kismayo ustaliły, iż będą rotacyjne sprawować władzę nad miastem po sześć miesięcy. Al-Shabaab kontrolujący większość miast południa Somalii odmówił po upływie czasu oddania władzy Hizbul Islam. W wyniku walk poległo 12 rebeliantów, a 70 zostało rannych. Co najmniej 17 osób zginęło w trakcie serii bitew w nocy 5 października. Rzecznik somalijskiej frakcji rebeliantów Hizbul Islam powiedział, że zaprosili zagranicznych bojowników do walki z Al-Shabaab. 7 października doszło do starć w pobliżu wioski w pobliżu Janay Abdalla. Pierwszy atak o 4 rano zmusił rebeliantów Al-Shabaab do odwrotu.
Od czasu wybuchu walk między rebeliantami, znacznie zmalała liczba ataków na wojska Unii Afrykańskiej (AMISOM), a bitwa w Mogadiszu tocząca się od maja, praktycznie zakończyła się.
Od stycznia 2010 walki toczyły się południu kraju - między Hizbul Islam i Szebabami (bitwa o Dobley). 19 marca 2010 w wymianie ognia między rebeliantami w mieście Dobley zginął jeden z liderów Al-Shabaab, Ali Hasan. Od tej pory rebelianci oprócz osobnych ataków na siły rządowe, prowadziły intensywną rywalizację o wpływy w kraju między sobą.
23 grudnia 2010 Szebabowie przejęli kontrolę nad głównym miastem, pirackim Harardhere, które Hizbul Islam zajęli 2 maja 2010. Po tym wydarzeniu, wieczorem 23 grudnia rebelianci z Hizbul Islam zdecydowali się połączyć z ekstremistami z Al-Shabaab, wspieranych przez Al-Kaidę. Fuzja miała na celu obalenie prezydenta Ahmeda i ustanowienie islamskiego kalifatu w Somalii. Tym samym zakończył się rozłam wśród somalijskich fundamentalistów islamskich.
Wobec klęsk Szebabów na froncie pod Kisjamu, 24 września 2012 Mohamed Moallin ogłosił wydzielenie się ugrupowania Hizbul Islam z Al-Shabaab. Decyzję motywował zmianami na somalijskiej scenie politycznej. Dodał, że ugrupowanie nie zgadzało się z filozofią polityczną, a bojownicy zostali zdominowani przez swojego sojusznika. Lider Hizbul Islam, Szejk Hassan Dahir Aweys, krytykował islamistów z Al-Shabaab za zabijanie cywilów i powiązania z Al-Kaidą. Ponadto padła deklaracja otwarcia na rozmowy z wszelkimi podmiotami politycznymi w celu osiągnięcia dobra wspólnego.

## Liderzy
- Ali Yassin Mohamed (fundator)
- Szejk Hassan Dahir Awejs - Lider frakcji Asmary w ARS[11]
- Szejk Hassan Abdullah Hersi al-Turki - Lider brygady Ras Kamboni[17]
- Szejk Mohamed Ibrahim Hayle[18]

### Byli liderzy
- Szejk Omar Iman Abubakar[3]
- Szejk Yusuf Said Inda'ade